# گراهام ان. فیتچ
گراهام ان. فیتچ (به انگلیسی: Graham N. Fitch) سناتور سابق عضو حزب دموکرات ایالات متحده آمریکا بود. وی در سال ۱۸۵۷ تا ۱۸۶۱ میلادی سناتور ایالت ایندیانا در سنای ایالات متحده آمریکا بود.